# 堡子湾站
堡子湾站，位于山西省大同市新荣区，邮政编码037305，建于1915年，是京包铁路的一个车站。离北京站413公里，离包头站419公里。距上行车站孤山站18公里，距下行车站五台洼站9公里。该站隶属呼和浩特铁路局集宁车务段。办理客运业务（旅客乘降，行李、包裹托运）和货运业务（办理整车，不办理危险货物发到），为四等车站，本站及相邻上下行区间均为电气化区段。该站是京包铁路在山西境内的最后一站。208国道，得大高速公路均距离火车站不远。大准铁路位于京包线附近。

## 历史
堡子湾站建于民国4年（1915年），是中国最早的铁路之一京绥铁路线上的一个火车站。因呼和浩特铁路局将该站作为危房处理，在历经90余年洗礼后的堡子湾旧站于2009年3月拆除，取而代之的是一座仿原站的欧式风格新站。该站站名由中国第一任铁路大臣，时任北洋政府晋北榷运局局长关冕钧题写。

## 车站设施
车站有一个候车室，两条股道和两个月台。

## 事故
- 2009年1月3日，由北京开往蒙古国首都乌兰巴托的K23次列车行驶至车站附近时发电车起火，并无人员伤亡。[4]
- 2009年6月5日，北京黄村站开往乌鲁木齐站的中铁快运X183次行邮专列通过车站时发生火灾，无人员伤亡。[5]